# CXOU J164710.2−455216
Désignations
CXOU J164710.2−455216 est un pulsar et un magnétar à rayons X anormaux situé dans l'amas ouvert Westerlund 1. Il s'agit d'une source de rayons X la plus brillante de l'amas et a été découverte en 2005 lors d'observations effectuées par Chandra,. On pense que Westerlund 1 s'est formé lors d'une seule supernova, ce qui implique que l'étoile progénitrice devait avoir une masse supérieure à 40 M☉. Le fait qu'une étoile à neutrons se soit formée au lieu d'un trou noir implique que plus de 95 % de la masse originale de l'étoile a dû être perdue avant ou pendant la supernova qui a produit le magnétar,.
Le 21 septembre 2006, le satellite Swift a détecté un sursaut gamma doux de 20 ms dans Westerlund 1. Fortuitement, des observations du XMM-Newton avaient été effectuées quatre jours plus tôt, et des observations répétées 1,5 jour après l'éclatement ont révélé que le magnétar était la source de l'éclatement. La luminosité des rayons X augmentant d'un facteur 100 lors de l'explosion.